# Luís Fernando Andrade
Luís Fernando Bonança Andrade (Santa Maria, Tavira, 23 de Setembro de 1942 - Tavira, 3 de Janeiro de 2020), foi um fotógrafo português, que se destacou pelo seu trabalho na cidade de Tavira.

## Biografia

### Carreira profissional
Foi um dos mais destacados fotógrafos de Tavira, tendo feito parte de uma família que se dedicou a esta actividade desde os princípios do Século XX. Iniciou a sua carreira aos treze anos de idade, como ajudante do seu pai no laboratório de fotografia. Durante o serviço militar, concluiu um cursto de fotografia e cinema em Fevereiro de 1964, e depois esteve em Mafra, onde foi responsável por um laboratório da Escola Prática de Infantaria. Cerca de um ano depois foi enviado para Angola como parte dos serviços cartográficos do exército, durante a Guerra Colonial Portuguesa, onde aprofundou os seus conhecimentos sobre fotografia.
Uma das iniciativas em que participou foi a exposição Fotografar - a família Andrade, olhares sobre Tavira, no Museu Municipal de Tavira, sobre as imagens captadas por quatro gerações da família Andrade, que constituem um importante documento da sociedade tavirense. Como fotógrafo, registou os diversos eventos culturais e sociais na cidade durante várias décadas, tendo sido por sua iniciativa que foi fundado o núcleo museológico Casa Fotografia Andrade, na cidade de Tavira.

### Falecimento
Morreu em 3 de Janeiro de 2020. O funeral foi realizado em 5 de Janeiro, na Igreja de São Francisco, tendo o corpo sido depois depositado no Cemitério de Tavira.